# گویش هورامی
هورامی یا اورامی یکی از گویش‌های زبان گورانی از زبان‌های ایرانی شاخهٔ شمال غربی است.

## گستردگی و گویشوران
هورامان سرزمینی است در دو کشور ایران و عراق که میان مناطق کردنشین می‌باشد. هورامی‌ها در ایران در دو استان کرمانشاه و کردستان و در عراق در استان سلیمانیه حضور دارند که به سه بخش اورامان لهون به مرکزیت شهر پاوه، اورامان تخت و ژاورود تقسیم می‌شود، تمرکز اصلی اورامی زبانان در شهرهای پاوه و سروآباد و مریوان در ایران و شهر حلبچه در کشور عراق است . همچنین هورامی‌ها در شهرهای کرمانشاه، سنندج،مریوان,روانسر،کامیاران، قروه، زاغمرز (چهارقلعه)، دماوند، سلیمانیه، اربیل و بغداد جمعیت قابل توجهی دارند.
فؤاد معصوم رئیس‌جمهور سابق عراق از جمله گویشوران مهم و شناخته شده هورامی بود.
تا زمان صفویه گستردگی گویشوران هورامی ناشناخته است و اساساً تا این دوره هیچ مکتوبات قابل توجهی از گویشوران هورامی در دست نیست و حوزه سکونت آنها نیز بسیار محدود بوده است و چیزی که سبب گسترش گویش هورامی گردید این بود که در زمان صفویه و حکومت خاندان اردلان  که کرد بودند، بسیاری از مردم هورامی و کرد در این زمان برای کسب قدرت سیاسی و نزدیکی به دربار صفویه ؛شیعه شدند(نظیر هورامی های منطقه کندوله) که در نتیجه پشتیبانی حکومت صفویه از خاندان اردلان‌ها و مردم هورامی سبب گردید که مکتوبات حکومت اردلان به زبان هورامی نگاشته گردد و این امر سبب گسترش زبان هورامی در مناطق جنوبی تر کردستان گردید و رفته رفته مکتوبات اردلان‌ها به زبان هورامی نگاشته می‌شد و البته مذهب بسیاری از مردم منطقه تابعه اردلان یارسان (اهل حق) بود و این مذهب پیوند کاملی با زبان هورامی داشت که در نتیجه زبان غالب شعر وادب حتی برای شیعیان دوازده امامی و اهل سنت هورامی گردید.

## حوزه سکونت گویشوران
تا اوایل صفویه به گویشوران کنونی هورامی؛ هورامی گفته نمی‌شد بلکه به آنها گوران گفته می‌شد و از اواسط دوران صفویه به علت اینکه اکثریت گویشوران گوران در سرزمینی که در مکتوبات این دوره اورامان نام گرفت ساکن بودند؛ به مرور زمان به مردمان ساکن در این خطه اورامی اطلاق گردید که بعدها این واژه به هورامی و به زبان آنها هورامی گفته شد.

## تقسیم‌بندی‌ها
از نظر زبان شناسی بعضی از محققان هورامی را گویشی از گورانی و گورانی را زیر شاخه‌ایی از زبان کُردی، و بعضی نیز آن را فقط گویشی از گورانی میدانند. در کتاب تاریخ کمبریج کُردها (The Cambridge history of Kurds) درباره پیشینه هورامی‌ها، زازاکی‌ها و کرمانج‌ها آمده است: گویش‌های آنها با هم متفاوت و خودشان را کُرد میدانند و آنها از لحاظ تاریخی-اجتماعی بخشی از مردم کُرد هستند.از دیدگاه مکنزی گویش اورامانی مانند دیگر گویش‌های گورانی، دارای برخی مشخصات آوایی است و از آن نظر، به گویش‌های مرکز ایران نزدیک‌تر است اما بااین حال از دیدگاه دانشنامه بریتانیکا اورامانی به عنوان یکی از گویش‌های زبان گورانی است. در طول زمان، به خاطر همسایگی با گویش‌هایی مانند سورانی، دادوستد واژگان میان اورامانی و این گویش‌ها بسیار بوده‌است.

## بررسی دستوری زبان هورامی
هورامی گویشی گورانی و یکی از زبان‌های ایرانی نو است که درشاخهٔ شمال غربی ازگروه زبان‌های ایرانی غربی قرار دارد. منطقهٔ هورامان میان دو کشور ایران و عراق در مناطق کردنشین واقع شده‌است. گویشوران هورامی در ایران در دو استان کرمانشاه وکردستان سکونت دارند و همگی خود را متعلق به قومیت کرد می‌دانند. در مورد ماهیت گویش هورامی و جایگاه آن درشجرۀ خانوادگی زبان‌های ایرانی دیدگاه‌های متفاوتی وجود دارد. ارانسکی هورامی را گونه‌ای از گویش‌های گورانی و زازا می‌داند.  به باور وی وجود تفاوت‌های چشمگیر زبانی میان گویش‌های گورانی و زازا از یک سو و سایر گویش‌های کردی از سوی دیگر بسیاری از محققان را بر آن داشته تا گویش‌های مذکور را زبان‌هایی متفاوت و مجزا از زبان کردی و مرتبط با گویش‌های مرکزی ایران نظیر گویش سمنانی و یا گویش‌های کرانهٔ کاسپین بدانند. (مکنزی ۱۹۶۶)
مکنزی معتقد است که پیچیدگی فرایندهای نحوی و ساخت واژی گویش هورامی، این گویش را به جزیره‌ای در دریای زبان کردی مبدل کرده‌است. درمقالهٔ حاضر نیز گویش هورامی به مثابهٔ گونهای از زبان کردی در نظر گرفته می‌شود. برمبنای ملاحظات جغرافیایی گویش هورامی محدود در مرزهای ایران را می‌توان به دوگونهٔ عمده تقسیم کرد: گونهٔ مختص منطقهٔ هورامان لهون و گونهٔ مختص منطقهٔ هورامان تخت. منطقهٔ هورامان لهون شامل بخش‌هایی از استان کرمانشاه و بخش هایی از مناطق کردنشین کشور عراق است. منطقهٔ هورامان تخت در مرزهای استان کردستان محصور شده‌است .شایان ذکر است که در هر یک از این دو گونهٔ عمده گویش هورامی نیز تفاوت‌های زبانی متنوعی به چشم می‌خورد .هر چند که این گونه‌ها از منبع زبانی واحدی سرچشمه می‌گیرند، اختلافات همزمانی موجود میان آن‌ها درحوزه های واژ-واجی و دستوری سبب می گردد تا هر محققی که قصد تحقیق درباره جنبه‌های مختلف گویش هورامی را دارد، برای برخورداری از داده‌هایی یک دست و همگن و نیز نیل به نتایج مرتبط درگام نخست به این تقسیم بندی چندگانه قائل شود.
در گویش هورامی ساخت‌های فعلی خاصی وجود دارند که فقط گویش ‌هستند و در سایر گویش‌های کردی مشاهده نمی‌شوند. این ساخت‌ها از دو جزء تشکیل شده‌اند: جزء اول آنها مصدر است. مصدر در گویش هورامی با افزودن تک واژ-ay به ستاک ماضی افعال ساخته می‌شود و جزء دوم این ساخت‌ها می‌تواند یکی از سه صورت فعلی مضارع اخباری، ماضی استمراری و یا ماضی ساده باشد که از مصدر ذکرشده در جزء اول برگرفته می‌شوند. در این میان کاربرد این ساخت با مضارع اخباری و ماضی استمراری به مراتب رایج تر است. نکتهٔ قابل توجه در مورد این ساخت‌های فعلی این است که مفعول صریح آنها درساخت‌های متعدی غیرکنایی)درکلّیهٔ زمان‌های دستوری به استثنای گذشتهٔ ساده ( امکان بروز به شکل گروه اسمی را ندارد و تنها به صورت واژه بست ضمیریِ هم مرجع با سازه مفعول بر روی جزء مصدری ساخت مذکور ظاهر می‌شود. استفاده از گروه اسمی مفعولی به همراه این افعال موجب غیر دستوری شدن ساخت حاصل می‌شود. در ساخت ‌های لازم و متعدیِ کنایی گذشتهٔ ساده جز مصدری میزبان واژه بست ضمیری مطابقه با فاعل است و مفعول صریح حتی مجال بروز واژه بستی را نیز نمی‌یابد.
از آنجایی که گروه‌های اسمی تنها زمانی می‌توانند به صورت تخفیف یافته به شکل ضمیری، واژه بستی و یا محذوف در عبارات زبانی ظاهر شوند که به نحوی ازقبل در الگوی کلامی برانگیخته شده باشند و مصداق آنها برای مخاطب کلام قابل بازیابی باشدقابلیت بازیابی مفعول صریح درساخت‌های غیرکنایی را می‌توان به عنوان معیار تعیین کننده تشکیل یا عدم تشکیل ساخت‌های مذکور درنظرگرفت با توجه به اهمیت ملاحظات گفتمانی و کلامی در روند شکل گیری ساخت‌های موردنظر می‌توان ازنظریهٔ ساختاراطلاعاتی لمبرکت(۱۹۹۴ ) برای توجیه مراحل مختلف این روند بهره جست.
مختلف
hænɛ
آزاد
ساده
-nɛ
بست
wan(ε)
استمراری
ban(ɛ)
التزامی
-
امری
bɛnɛ
ساده
bjɛnɛ
نقلی
bjɛbɛnɛ
بعید
bjεbjεnε
ابعد
bjɛban(ɛ)
التزامی
bibjajnɛ
شرطی/آرزویی
| ویژگی / گویش         | هورامی                               | اردلانی (سنندجی)                | کرمانجی                               |
| -------------------- | ------------------------------------ | ------------------------------- | ------------------------------------- |
| ارگاتیو در گذشته     | ✅ دارد (در افعال گذرا)              | 🔶 نیمه‌فعال (در برخی ساخت‌ها)    | ✅ دارد و فعال‌تر است                  |
| ارگاتیو در حال       | ❌ ندارد                             | ❌ ندارد                        | ❌ ندارد                              |
| ساخت فاعل‌محور ویژه   | ✅ بسیار فعال (مصدر + فعل)           | 🔶 معمولی (فاعل + فعل)          | 🔶 کلاسیک (بدون ساخت ویژه)            |
| تحلیلی بودن          | ✅ بسیار بالا (تحلیل واژگانی و نحوی) | 🔶 متوسط (تحلیل و ترکیب هم‌زمان) | 🔶 متوسط (با پیشوندهای زمانی: di-/ê-) |
| شباهت به فارسی نو    | ✅ در ساخت تحلیلی فعلی               | 🔶 فقط در ظاهر؛ نه در ریشه      | 🔶 در برخی ساخت‌های فعلی               |
| شباهت به فارسی میانه | 🔶 در واژگان و برخی حالت‌های کنایی    | ✅ زیاد (در صرف و ساخت جمله)    | ✅ زیاد (در ارگاتیو، واژگان و صرف)    |

- 🟩 هورامی:

دارای بیشترین تحول به سوی فاعل‌محوری و تحلیلی‌شدن است،  
ولی هنوز در زمان گذشته، ساخت کنایی ارگاتیو را حفظ کرده‌است.  
ساخت منحصربه‌فرد مصدر + فعل آن را از دیگر گویش‌ها متمایز کرده.
- 🟦 اردلانی (سنندجی):

گویشی نیمه‌ارگاتیو است که ساخت کنایی در برخی افعال گذشته فعال مانده.  
ساخت افعال به‌شدت ترکیبی است (بدون پیشوندهایی چون «دە»)  
و از نظر نحوی به پهلوی ساسانی و اشکانی نزدیک‌تر است.
- 🟧 کرمانجی:

ارگاتیو فعال در آن کاملاً بارز است (به‌ویژه در افعال متعدی گذشته).  
صرف افعال ترکیبی است (مانند gotim = من گفتم)،  
گرچه پیشوندهای زمانی جدید دارد (di-)، ساختار آن هنوز قدیمی و ریشه‌دار است.
- اگر هدف بررسی حفظ ساختارهای ارگاتیو و نحوی باستانی باشد →

✅ کرمانجی و اردلانی (به‌ویژه اردلانی برای پیوند با فارسی میانه)
- اگر هدف بررسی ساختارهای تحلیلی و نوین فاعل‌محور باشد →

✅ هورامی (با ساخت مصدر + فعل بسیار خاص)
- شباهت به فارسی نو، بیش‌تر نشانهٔ تحول و ساده‌سازی نحوی است

نه لزوماً قرابت تاریخی یا ریشه‌ای.

منابع:
- MacKenzie, D. N. (1961). Kurdish Dialect Studies, Vol. I-II. Oxford University Press.
- Haig, Geoffrey (2004). The Invisibilization of Kurdish: The Other Side of Language Planning in Turkey.
- Haig, Geoffrey (2008). Alignment Change in Iranian Languages. Mouton de Gruyter.
- Windfuhr, Gernot (2009). The Iranian Languages. Routledge.
- Blau, Joyce (2000). Manuel de kurde. L'Harmattan.